# 24 de l'Àguila
24 de l'Àguila (24 Aquilae) és una estrella de la constel·lació d'Aquila. Té una magnitud aparent de 6,40.